# 연주대
연주대(戀主臺)는 대한민국 관악산 연주암 북쪽 꼭대기 절벽에 위치한 경기도 기념물이다. 신라 문무왕 17년(667년)에 의상대사가 좌선공부를 하였다고 전해지고 있으며, 조선 태조 원년(1392년)에 중건하였다. 고려의 남은 신하 강득룡, 서견, 남을진 등이 여기서 개성을 바라보고 통탄했다 해서 연주대라는 이름이 전해지고 있다.
제상 채제공이 그의 유관악산기(遊冠岳山記)에는 연주대라고 하고 실제로 연주하는 곳은 아니라고 알려져 있으며, 정조에게 올린 기록으로 왕조실록에서는 염주대 지금은 연주대 라고 하고 있다. 그는 관악산에 대한 관심은 있었으나 정확한 지명에 대해선 몰랐지 않았을까 라고 추정된다.